# طلائع أحادية الأمين
الطلائع أحادية الأمين هي مركبات طليعية للأمينات الأحادية والنواقل العصبية أحادي الأمين في الجسم.
الأحماض الأمنية: تريبتوفان و5-هيدروكسي التريبتوفان عبارة عن طلائع للسيروتونين والميلاتونين في حين أن الأحماض الأمنية: تيروسين وليفودوبا (L-Dopa)، هما طلائع الدوبامين والنورإبينفرين (نورأدرينالين) والأدرينالين.

الحمض الأميني الأحادي، فينيل ألانين هو مركب طليعي للتيروسين والليفودوبا.

يؤدي استخدام طلائع أحادية الأمين إلى زيادة مستويات الناقلات العصبية أحادية الأمين في الجسم والدماغ.
يستخدم كاربيدوبا/ليفودوبا لزيادة مستويات الدوبامين في الدماغ لمعالجة الشلل الرعاش، في حين أن كاربيدوبا/أوكسيتريبتان) (EVX-101) قيد التطوير لاستخدامه المحتمل في علاج مرض الاكئاب. 

## الفينيل ألانين
الفينيل ألانين (بالإنجليزية: Phenethylamine)‏ ￼￼(واختصارا: Phe) هو حمض أميني أساسي وصيغته الكيميائية:C9 H11NO2 . وهو من المواد ذات التأثيرات النفسية والمنشطة. هذا المركب موجود في جسم الإنسان بشكل طبيعي ويمكن تصنيعه بالمعامل.